# مسجد النبي سعين
مسجد النبي سعين أو مقام النبي سعين، هو مسجد يقع على التلة الغربية لمدينة الناصرة قرب كنيسة السالزيان، على ارتفاع 487 مترًا فوق مستوى سطح البحر.
مصلى استخدم في الفترة العثمانية من قبل الجنود الأتراك. بغياب نبي يحمل الاسم سعين يعتقد أنَّ مصدر الاسم هو تحوير عن كلمة «الساعين» وهم الجنود الساعين إلى الصلاة. رُمِّم عام 1989 بجهود لجنة محليّة وقف على رأسها الحاج أحمد حمّودة الزّعبي (أبو نواف). ثمّ شُيِّد الطّابق الثّاني منه مع توسعة، ورفع المئذنة عام 2009 فأصبحت أعلى مئذنة ومسجد في الناصرة.